# Pfarrkirche Glainach

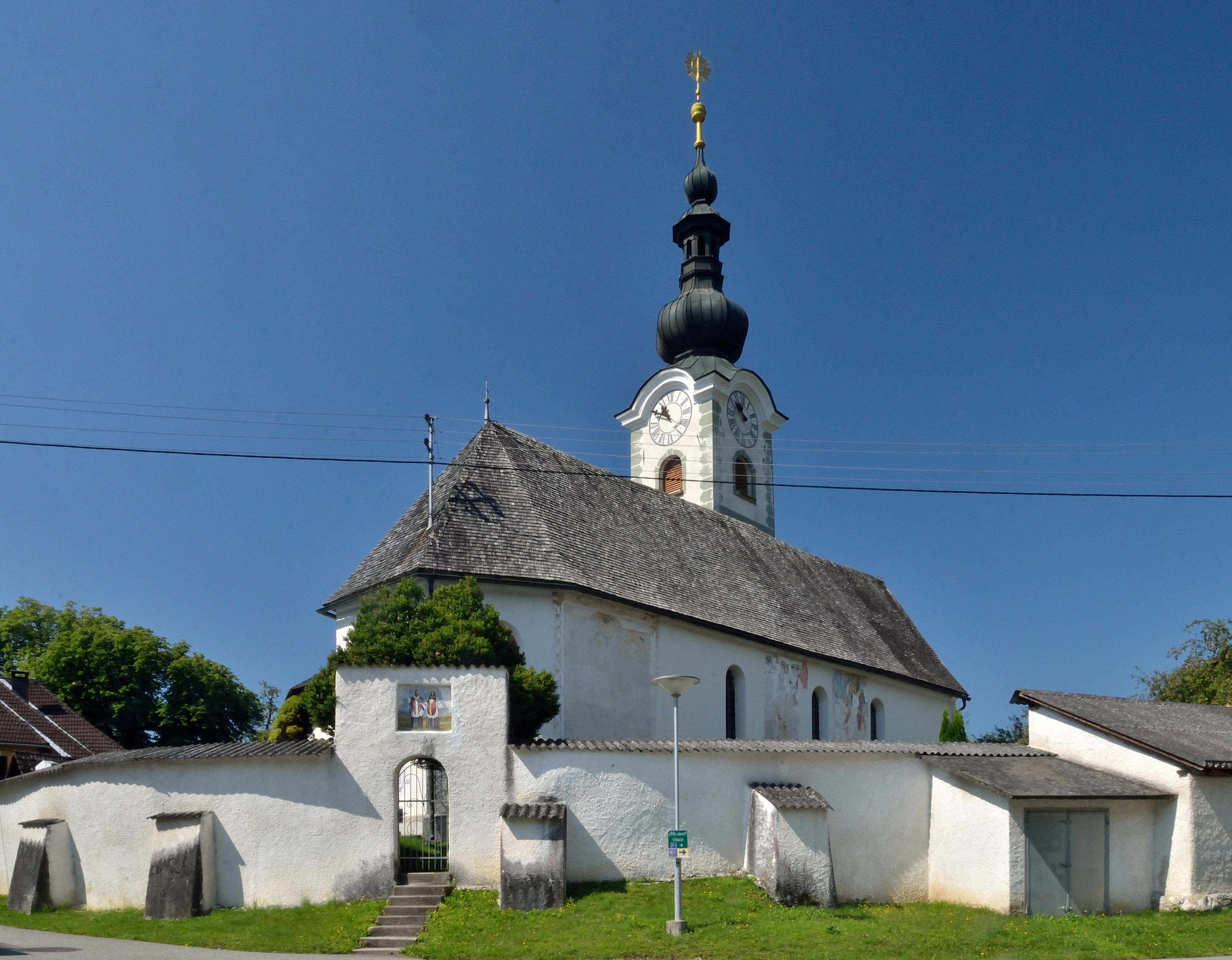
Katholische Pfarrkirche hl. Valentin in Glainach

Die römisch-katholische Pfarrkirche Glainach steht in der Ortschaft Glainach in der Stadtgemeinde Ferlach im Bezirk Klagenfurt-Land in Kärnten. Die dem Patrozinium des hl. Valentin unterstellte Pfarrkirche gehört zum Dekanat Ferlach/Borovlje in der Diözese Gurk-Klagenfurt. Die Kirche steht unter Denkmalschutz (Listeneintrag).

## Geschichte
Urkundlich wurde 1364 eine Kirche genannt. 1786 wurde die Pfarre gegründet.
Die gotische Kirche wurde um 1400 erbaut und später durch barocke Zubauten und die Erweiterung des Langhauses stark verändert.

## Bauwerk
Die Kirche ist von einem Friedhof umgeben. Über dem nordöstlichen Friedhofsportal befinden sich Reste einer Malerei Kreuzigung mit zwei seitlichen hl. Bischöfen mit der Jahresangabe 1526.
Das Kirchenäußere zeigt ein Langhaus, dessen Westfront 1858 entstand, und einen eingezogenen polygonalen Chor sowie einen südlichen Kapellen- und Sakristeianbau; der Westturm trägt einen Zwiebelhelm mit einer Laterne aus 1753.
Das Kircheninnere zeigt ein Langhaus mit im Kern gotischen Mauern, in der Mitte des 19. Jahrhunderts wurde das Langhaus nach Westen erweitert und mit einem vierjochigen Platzlgewölbe überwölbt, die Westempore ist mit zwei queroblongen Platzln unterwölbt. Der rundbogige Triumphbogen und die Fenster wurden in der Mitte des 19. Jahrhunderts gestaltet. Die Südkapelle mit einem Tonnengewölbe mit Stichkappen ist mit einer rundbogigen Arkade zum Langhaus geöffnet. Der leicht eingezogene polygonale Chor hat ein Kreuzrippengewölbe auf Runddiensten, die Maßwerkfenster wurden 1970/1971 erneuert. Die Sakristei hat ein Tonnengewölbe mit Stichkappen.
In der Chorsüdwand befindet sich eine Sakramentsnische mit einem spätgotischen Rosettengitter und einem bekrönenden Fresko mit Architekturmalerei und Kreuzigung aus der Mitte des 15. Jahrhunderts. Weitere spätgotische Wandmalereien befinden sich im nordöstlichen Bogenfeld des Chores und an der Langhausnordwand, mit dem Zug der Drei Könige, an der Nordostwand des Chores Apostelkreuze.

## Einrichtung
Der Hochaltar aus 1826 trägt in der Mittelnische die Statuen der Heiligen Valentin, Urban und Ulrich, im Aufsatz Christus mit einer Weltkugel und die Heiligen Katharina und Barbara.
Die Orgel wurde 1996 restauriert. Eine Glocke nennt 1479.
Bedeutend sind weiters die Kreuzwegtafeln in der Tradition der Führich-Kreuzwege, die Ausdruck der lokalen Kulturgeschichte sind.